# Remse
Remse − miejscowość i gmina w Niemczech, w kraju związkowym Saksonia, w okręgu administracyjnym Chemnitz, w powiecie Zwickau, wchodzi w skład wspólnoty administracyjnej Waldenburg.

## Geografia
Gmina Remse położona jest ok. 3 km na północ od miasta Glauchau.
W skład gminy wchodzą następujące dzielnice:
- Kertzsch
- Kleinchursdorf
- Oertelshain
- Remse
- Weidensdorf

Przez Remse przebiega droga krajowa B175.